# 이반 요세프 마르틴 오시에르
이반 요세프 마르틴 오시에르(Ivan Joseph Martin Osiier, 1888년 12월 16일~1965년 12월 23일)는 덴마크의 펜싱 선수로, 올림픽 메달리스트이자 플뢰레, 에페, 사브르 펜싱 세계 챔피언이다. 그는 현역 시절 올림픽 공로훈장을 수여받았다. 또한 40년 동안 올림픽에 출전한 단 5명의 선수 중 한 명이다.

## 개인 생애
오시에르는 덴마크 코펜하겐에서 태어났다. His parents were Martin Moses Meyer Osiier (1861–1933) and Hanne Henriette Ruben (1865–1922). 엘렌 오시에르와 결혼했는데, 엘렌은 1924년 하계 올림픽에서 여자 플뢰레에서 우승하여 최초의 여성 올림픽 펜싱 챔피언이 되었다.
오시에르는 코펜하겐에서 의학을 공부하고 의사로 일했다. 나치의 덴마크 점령 기간 동안 유대인이라는 이유로 덴마크를 탈출해야 했고 스웨덴으로 가서 일했다.

## 펜싱 경력
오시에르는 1908년 하계 올림픽에 처음 출전했고, 1948년 하계 올림픽까지 연속으로 올림픽에 출전했다. 1912년 하계 올림픽에서 오시에르는 에페 개인 종목에서 2위를 차지했다. 오시에는 덴마크 유대인 레슬링 선수로 1932년 올림픽 은메달리스트인 아브라함 쿨란드처럼 1936년 베를린 올림픽 참가를 기권했다.
그는 요트 선수 망누스 코노브, 파울 엘스트룀, 더워드 놀스, 승마 선수 이언 밀라와 함께 40년 동안 올림픽에 출전한 단 5명의 선수 중 한 명이다. 오시에르는 덴마크 펜싱 연맹의 대표를 맡기도 했다. 오시에르는 선수 시절 올림픽 공로상을 받았다.